# Znanost u 1931.
◄◄ | ◄ | 1928. | 1929. | 1930. | 1931.  | 1932. | 1933. | 1934. | ► | ►►
Arhitektura • Astronomija • Biologija • Film • Fotografija • Glazba • Kazalište • Kemija • Kiparstvo • Knjige • Književnost • Kršćanstvo • Meteorologija • Medicina • Planinarstvo • Politika • Pravo • Promet • Slikarstvo • Strip • Šport • Televizija • Znanost • Zrakoplovstvo • Željeznički promet
Znanost u 1931.

## Svijet

### Rođenja
- 8. listopada − Dragoslav Srejović, srbijanski arheolog, povjesničar, povjesničar umjetnosti, kulturni antropolog, akademik SANU († 1996.)

## Vanjske poveznice
|  | Zajednički poslužitelj ima još gradiva o temi Znanost u 1931. |